# Ковжинский район
Ковжинский район — административно-территориальная единица в составе Ленинградской и Вологодской областей РСФСР с центром в селе Анненский Мост, существовавшая в 1927—1959 годах. Располагался в бассейне реки Ковжа.
Ковжинский район в составе Лодейнопольского округа Ленинградской области был образован в августе 1927 года из 5 сельсоветов Девятинской волости, 7 с/с Чернослободской волости (обе волости входили в Лодейнопольский уезд Ленинградской губернии) и 3 с/с Белозерского уезда Череповецкой губернии.
Всего было образовано 15 с/с: Анненский, Анциферовский, Бадожский, Бережский, Бурковский, Ивановский, Кемский, Низовский, Окштамский, Паршинский, Порожский, Потаповский, Рубежский, Семеновский, Чернослободский.
В ноябре 1928 года были упразднены Бережский, Ивановский, Потаповский и Поржский с/с. В декабре того же года на переданной из Шольского района Череповецкого округа территории был образован Баботозерский с/с.
В 1932 году из Андомского района Ленинградской области в Ковжинский район был передан Сойдинский сельсовет, но в 1934 году он был возвращён обратно.
23 сентября 1937 года Андомский район был передан в состав Вологодской области.
В 1959 году Ковжинский район был упразднён, а его территория разделена между Вашкинским и Вытегорским районами.